# Lutjanus madras
Lutjanus madras är en fiskart som först beskrevs av Valenciennes, 1831.  Lutjanus madras ingår i släktet Lutjanus och familjen Lutjanidae. Inga underarter finns listade i Catalogue of Life.